# Marsupionta
Die Einteilung der Lebewesen in Systematiken ist kontinuierlicher Gegenstand der Forschung. So existieren neben- und nacheinander verschiedene systematische Klassifikationen. 
Das hier behandelte Taxon ist durch neue Forschungen obsolet geworden oder ist aus anderen Gründen nicht Teil der in der deutschsprachigen Wikipedia dargestellten Systematik.
Als Marsupionta wird ein von einigen Forschern postuliertes Taxon der Säugetiere bezeichnet, das die Beutelsäuger (Metatheria) und die eierlegenden Ursäuger (Protheria) zusammenfasst. Die Höheren Säugetiere (Eutheria) wären demnach das Schwestertaxon der Marsupionta.
Diese Sichtweise steht in Widerspruch zur weit verbreiteten Meinung, wonach Beutel- und Höhere Säugetiere ein gemeinsames Taxon Theria unter Ausschluss der Ursäuger bilden. Die Theria sind durch eine Reihe gemeinsamer abgeleiteter Merkmale (Synapomorphien) beschrieben, welche unter anderem die Viviparie (das Gebären lebender Jungtiere), das Vorhandensein von Zitzen und mehrere Merkmale im Bau des Schädels und des Schultergürtels umfassen.
Gemeinsame morphologische Merkmale der Marsupionta bestehen lediglich in den Beutelknochen, zwei vom Becken nach vorne ragende Knochen, die sowohl bei Ur- als auch bei Beutelsäugern vorhanden sind, bei den Höheren Säugern aber fehlen. Jedoch weisen auch einige urtümliche Säugetiere sowie fossile Vorfahren der Höheren Säuger aus der Kreidezeit diese Knochen auf. Man kann also davon ausgehen, dass diese Beutelknochen ein ursprüngliches Merkmal waren, das bei den heutigen Höheren Säugern reduziert wurde und somit kein morphologisches Merkmal für die Marsupionta existiert.
Der genetische Befund ist allerdings widersprüchlich. Vergleiche der Mitochondrialen DNA unterstützen die Marsupionta-Theorie, während genetische Untersuchungen des Zellkerns für die Theria sprechen. Auch andere Studien kommen zu keinem klaren Ergebnis (Lee 2003), sodass aufgrund des morphologischen Befundes die Mehrzahl der Forscher die Theria bevorzugt.